# 窪東公園
窪東公園（くぼひがしこうえん）は、東京都国分寺市東戸倉2丁目19番1番にある国分寺市営の公園。

## 概要
窪東公園は、水と緑と芝生大広場と大型カラフル複合遊具の公園として、市民に親しまれている。
広い園内には、すべり台・鉄棒・ベンチ・トイレ・水遊びの川・あずま屋休憩所などが設置されており、子供連れ にも人気のスポットである。
又、年に一回防災イベントがあり人で賑わう。

## アクセス
西武国分寺線恋ヶ窪駅徒歩8分